# Prasinocyma serratilinea
Prasinocyma serratilinea är en fjärilsart som beskrevs av W. Warren 1912. Prasinocyma serratilinea ingår i släktet Prasinocyma och familjen mätare. Inga underarter finns listade i Catalogue of Life.